# アンバルツミャン (小惑星)
アンバルツミャン (1905 Ambartsumian) は小惑星帯に位置する小惑星。クリミア半島のクリミア天体物理天文台で、ソビエト連邦の天文学者タマラ・スミルノワによって発見された。
同じくソビエト連邦の天文学者であったヴィクトル・アンバルツミャン (Viktor Amazaspovich Ambartsumian) に因んで命名された。